# Луч (Кролевецкий район)
Луч (укр. Луч) — посёлок, Белогривский сельский совет, Кролевецкий район, Сумская область, Украина.
Код КОАТУУ — 5922681203. Население по переписи 2001 года составляло 48 человек .

## Географическое положение
Посёлок Луч находится недалеко от истоков реки Глистянка у железнодорожной станции Брюловецкий. На расстоянии в 1,5 км расположены сёла Шлях, Белогривое и Пасека. Рядом проходит автомобильная дорога Т-1907.